# Tamazight de Tataouine
El Tamazight de Tataouine es una llengua amaziga parlada en alguns pobles de Tunísia. El tamazight de Tataouine és una de les moltes llengües amazigues septentrionals, una branca de les llengües afroasiàtiques. El tamazight de Tataouine pertany a la família lingüística de les llengües zenetes orientals.

## Tamazight de Tatouine
El Tamazight de Tataouine, és parlat als pobles de Chenini, Douiret i anteriorment a Guermessa. La llengua materna dels habitants de Douiret i Chenini, és una llengua zenati oriental, la llengua local inclou moltes paraules de l'àrab dialectal tunisià i alguns termes en francès. La llengua amaziga s'ha extingit a Guermessa, actualment els habitants del poble parlen en àrab tunisià.

## Llengües zenetes orientals
Les llengües zenetes orientals són un grup de llengües amazigues septentrionals i llengües zenetes que es parlen a Tunísia i Líbia. El doctor neerlandès Martin Kossmann considera que les llengües zenetes orientals són semblants a les llengües amazigues orientals, però diferents de la llengua nafusi, parlada en el Yebel Nefusa, a Líbia, que es considera una llengua amaziga oriental. Segons el doctor Kossmann, les llengües amazigues de Tunisia, consisteixen en les següents varietats parlades en el territori de Tunísia: El tamazight de Sened (ja extint), la llengua amaziga de Matmata, el tamazight de Tataouine, la llengua amaziga de l'illa de Gerba, el tamazight de Zuwarah, parlat a Zuwarah, una ciutat líbia, situada a 60 quilòmetres de la frontera entre Líbia i Tunísia.